# پرایا، یونان
شهر پرآ در استان مقدونیه مرکزی در کشور یونان واقع شده است که دارای جمعیت ۱۷٬۶۱۷  نفر می‌باشد.